# Isjim (stad)
Isjim (ryska: Иши́м) är en stad i södra delen av Tiumen oblast i Ryssland. Folkmängden uppgick till 65 289 invånare i början av 2015. Den ryska författaren Pjotr Jersjov föddes nära Isjim.
I staden slutar Europaväg 22 (E22).